# Transformarea
Transformarea (în engleză His Regeneration) este un film american de comedie din 1915 produs, scris și regizat de Broncho Billy Anderson. În rolurile principale interpretează Anderson, Marguerite Clayton,  Lee Willard  și Hazel Applegate.

## Distribuție
- Gilbert M. 'Broncho Billy' Anderson - The Regenerate Burglar
- Marguerite Clayton - The Girl
- Lee Willard - The Regenerate Burglar
- Hazel Applegate - The Maid
- Belle Mitchell - The Saloon Girl
- Lloyd Bacon - The Regenerate Burglar
- Robert McKenzie - The Waiter
- Bill Cato - First Cop at House
- Darr Wittenmyer - Second Cop at House
- Victor Potel - Pawn Shop Clerk
- Charles Chaplin - Customer (nemenționat)